# Ion Iliescu
Ion Iliescu (3. března 1930 Oltenița, Rumunsko – 5. srpna 2025 Bukurešť) byl rumunský politik, několikanásobný prezident země. Byl zvolen do úřadu celkem na 11 let (ve třech funkčních obdobích) v letech 1990–1992, 1992–1996 a 2000–2004. V letech 1996 až 2008 byl Iliescu senátorem za stranu PSD, největší politickou stranu v Rumunsku.
Je synem železničáře, který působil v ilegální komunistické straně. Vystudoval mechaniku tekutin na Bukurešťské polytechnické univerzitě a Lomonosovově univerzitě v Moskvě, byl funkcionářem Svazu komunistické mládeže. V roce 1965 se stal členem ústředního výboru strany a v roce 1967 ministrem pro mládež, patřil k hlavním tvůrcům propagandy. Nicolae Ceaușescu ho začal počátkem sedmdesátých let vnímat jako nebezpečného mocenského konkurenta a odsunul ho do méně významných funkcí na venkov. Ve druhé polovině osmdesátých let Iliescu pracoval v nakladatelství technické literatury.
Po vypuknutí revoluce v prosinci 1989 se Iliescu postavil do čela Fronty národní spásy, která převzala moc v zemi. Stal se prozatímní hlavou státu a v květnu 1990 byl se ziskem 85 procent zvolen prezidentem Rumunska. V devadesátých letech se od reformního komunismu posunul k sociální demokracii a podílel se na vstupu Rumunska do evropských struktur. V roce 1993 stál u vytvoření rumunské sociální demokracie, v letech 1997 až 2000 byl jejím předsedou a v roce 2006 pro něj byla vytvořena funkce čestného předsedy. Téhož roku se v anketě 100 největších Rumunů umístil na 71. příčce.
V roce 2016 ho rumunský soud obvinil z podílu na krveprolití, které doprovázelo změnu režimu v letech 1989 a 1990. O rok později se Iliescu stáhnul z politického života. Soudní proces byl zahájen v listopadu 2019. Svou vinu Iliescu popíral, odsouzen za svého života nebyl.

## Vyznamenání
| Stát                | Stuha | Název                                                  | Datum udělení       |
| ------------------- | ----- | ------------------------------------------------------ | ------------------- |
| Ázerbájdžán         |       | Řád Istiglal                                           | 2004, 6. října      |
| Dánsko              |       | rytíř Řádu slona                                       | 2004, 16. března    |
| Estonsko            |       | Řád kříže země Panny Marie I. třídy s řetězem          | 2003, 15. října     |
| Filipíny            |       | Řád Sikatuna                                           | 2002                |
| Chorvatsko          |       | Velký řád krále Tomislava                              | 2003, 12. května    |
| Itálie              |       | velkokříž s řetězem Řádu zásluh o Italskou republiku   | 2003, 15. října     |
| Kazachstán          |       | Řád přátelství I. třídy                                | 2003, 5. září       |
| Litva               |       | velkokříž Řádu Vitolda Velikého se zlatým řetězem      | 2001, 23. listopadu |
| Maďarsko            |       | velkokříž s řetězem Záslužného řádu Maďarské republiky | 2002                |
| Malta               |       | Národní řád za zásluhy                                 | 2004, 3. října      |
| Polsko              |       | Řád bílé orlice                                        | 2003, 6. října      |
| Polsko              |       | velkokříž Řádu za zásluhy Polské republiky             | 2004                |
| Rumunsko            |       | Řád hvězdy Rumunské socialistické republiky I. třídy   | 1971                |
| Slovensko           |       | Řád bílého dvojkříže I. třídy                          | 2002                |
| Srbsko a Černá Hora |       | Řád jugoslávské hvězdy                                 | 2004, 8. září       |
| Španělsko           |       | velkokříž s řetězem Řádu za občanské zásluhy           | 2003, 7. června     |
| Švédsko             |       | Řád Serafínů                                           | 2003, 8. dubna      |

Při své návštěvě Kroměříže u příležitosti uctění památky rumunských vojáků, kteří padli při osvobozování města na konci druhé světové války byl v dubnu 2004 oceněn udělením čestného občanstvím města Kroměříž.